# Thaddaeus Ropac
Thaddaeus Ropac (Klagenfurt, Austria, 16 de diciembre de 1960) es un marchante de arte y galerista austriaco.

## Biografía
Ropac fue asistente del artista alemán Joseph Beuys en 1982, en el Martin-Gropius-Bau de Berlín. A través de Beuys, conoció en Nueva York al año siguiente a personalidades del arte contemporáneo como Andy Warhol, Leo Castelli o Jean-Michel Basquiat; con este último montó una primera exposición de dibujos en una sala de Lienz (Austria). En 1983 abrió un segundo espacio en Salzburgo, espacio en el que concentró en 1989 todas sus actividades, al hacerse cargo de Villa Kast, una mansión privada que todavía hoy exhibe a parte de sus patrocinados.
En 1990 abrió una segunda galería, esta vez en París, en el distrito del Marais. A finales de 2012, también en París, inauguró un tercer espacio, una antigua fábrica de calderería en el barrio de Pantin, convirtiéndolo en una verdadera «ciudad de las artes».
En 2017 abrió en Londres, en Mayfair, un cuarto espacio dedicado a los artistas contemporáneos.

## Cine
- 2018 : Alien Crystal Palace, de Arielle Dombasle